# Благодатов, Георгий Иванович
Георгий Иванович Благода́тов (1904—1982) — советский дирижёр, музыковед, педагог.

## Биография
Родился 13 (26 ноября) 1904 года в селе Устьянское (ныне Устьянск, Абанский район, Красноярский край). Окончил оперно-симфонический факультет ЛГК имени Н. А. Римского-Корсакова. Работал регентом, руководителем оперы одного из Дворцов культуры Ленинграда. С 25 октября 1936 по 25 августа 1938 — главный дирижёр Государственного симфонического оркестра Чувашской государственной филармонии и преподаватель ЧМУ имени Ф. П. Павлова (оркестровый класс, гармония, оркестроведение). Принимал участие в записях произведений чувашской музыки на грампластинки в Москве в декабре 1937 года, дирижируя оркестром Всесоюзного радиокомитета. В 1938—1940 годах работал в Полтаве, Бердичеве, Виннице, Житомире. С 1940 года в Ленинграде, научный сотрудник ЛГИТМиК, кандидат искусствоведения. Автор трудов по инструментоведению, в том числе «Атласа музыкальных инструментов народов СССР» (1963, совместно с К. А. Вертковым и Э. Э. Язовицкой). В «Атласе…» имеется раздел о чувашских народных музыкальных инструментах. С 1993 года в Санкт-Петербурге регулярно проходят международные инструментоведческие «Благодатовские чтения», издано 4 сборника их материалов.
Умер 19 марта 1982 года в Ленинграде.

## Награды и премии
- Государственная премия РСФСР имени М. И. Глинки (1967) — за музыковедческую работу «Атлас музыкальных инструментов народов СССР»